# Ярыгин, Виктор Вениаминович
Ви́ктор Вениами́нович Яры́гин (16 декабря 1952 — 30 апреля 2010, Волгоград) — советский и российский футбольный арбитр. Судья всесоюзной категории (15.12.1991).

## Биография
Работал в волгоградском СК «Родина», где был начальником учебно-спортивного отдела, футбольным тренером. Тренировал юношей в СДЮСШОР № 11.
Неоднократно признавался одним из лучших арбитров Волгоградской области.
В качестве главного арбитра в высшем дивизионе чемпионатов СССР и России провёл 39 матчей.
13 мая 1995 года Виктор Ярыгин в качестве главного арбитра обслуживал матч 6-го тура чемпионата России между тюменским клубом «Динамо-Газовик» и ЦСКА. Москвичи в этом матче проиграли со счётом 0:2, и, по мнению главного тренера армейцев Александра Тарханова, судья не засчитал несколько «чистых» голов. После матча, указывая на спорные моменты, Александр Тарханов просил инспектора матча Анатолия Иванова «не ставить арбитру высокую оценку». Инспектор не пошёл на поводу у тренера проигравших. По возвращении в Москву Тарханов показал видеокассету с записью матча Николаю Толстых, который сказал, что «больше Ярыгин судить не будет!». В итоге Виктор Ярыгин был пожизненно дисквалифицирован от обслуживания матчей в качестве главного арбитра, а Анатолий Иванов был отстранён от инспектирования на два года.
Умер от рака желудка.